# Grupo f/64
El Grupo f/64 fue una asociación fotográfica que se fundó en California en 1932 bajo la influencia de Paul Strand. Ansel Adams, Edward Weston, Imogen Cunningham, Willard Van Dyke, Henry Swift y Sonya Noskowiak fueron algunos de sus miembros más destacados.
Su primera exposición se realizó en el M. H. de Young Memorial Museum de San Francisco el 15 de noviembre de 1932, en la que junto a los siete miembros declarados del grupo expusieron los fotógrafos Preston Holder, Alma Lavenson, Consuelo Kanaga y Brett Weston.

## Propuesta estética
f/64 promovía la práctica de la fotografía pura, sin intervenciones, en oposición al pictorialismo. 
La propuesta de f64 para la fotografía artística está sintetizada en el propio nombre del grupo: el diafragma más cerrado de la mayoría de los objetivos fotográficos de las cámaras de gran formato que utilizaban los integrantes de este grupo, que da como resultado una imagen de máxima nitidez. 
Al respecto, Edward Weston diría:

Deseo presentar la belleza pura que un objetivo puede reproducir con toda exactitud, sin interferencia del "efecto artístico".

Los movimientos de fotografía pura se oponían tanto a las contradicciones del pictorialismo, como a la experimentación que realizaban las vanguardias con la fotografía. Los artistas de f64 creían que la creación de la fotografía debía limitarse a los medios estrictamente fotográficos concebidos dentro de los parámetros del realismo; desacreditando toda mixtura de técnicas que cuestionara la "pureza" de la obra fotográfica. Se esforzaron por desarrollar procedimientos fotográficos innovadores, siendo el más importante el sistema zonal desarrollado por Ansel Adams.
Partidarios de la fotografía directa, es decir, no manipulada, sus fotografías más importantes se caracterizan por su gran profundidad de campo, su realismo, la composición, y el control de las zonas.

## Antecedentes
Los antecedentes de f/64 se encuentran en la última etapa del grupo Photo Secession, por la reflexiones que introdujera Alfred Stieglitz a través de la revista Camera Work; y claramente en la obra fotográfica y en las ideas de Paul Strand sobre la fotografía artística.
En Alemania surgió simultáneamente un movimiento con algunas características similares llamado Nueva objetividad.
El grupo se deshizo en 1935.

## Manifiesto
En su manifiesto, los integrantes de f/64 explicaban la relación entre el nombre y la estética que proponían, así como su modo de funcionamiento y expectativas respecto de su función en el medio cultural de la costa Oeste de Estados Unidos, y el resto del país.
El nombre de este grupo se deriva del número de diafragma de un lente fotográfico. Significa ampliar las calidades de claridad y definición de la imagen fotográfica, lo cual es un elemento importante en la obra de los miembros de este Grupo.
El objetivo principal del grupo es presentar muestras con frecuencia que se consideran lo mejor de la fotografía contemporánea del Oeste; y en suma a la exhibición de la obra de sus miembros, incluirá obra de otros fotógrafos que evidencien tendencias similares a las de este Grupo.
El grupo f/64 no pretende cubrir el espectro completo de la fotografía o indicar a través de su selección de miembros alguna opinión despectiva respecto de aquellos fotógrafos que no están incluidas en sus muestras. Hay una gran cantidad de trabajadores serios en la fotografía, cuyo estilo y técnica no están relacionados con los objetivos de este Grupo.
f/64 limita sus miembros y autores invitados a aquellos trabajadores que están pujando por definir la fotografía como una forma artística por la simple y directa presentación, usando puramente métodos fotográficos. El grupo no mostrará en ningún momento obras que no se atengan a la fotografía pura. La fotografía pura es definida como aquella que no posee características técnicas, compositivas o ideas, derivadas de alguna otra forma artística. La producción de los pictorialistas, por otro lado, indica una devoción a ciertos principios artísticos que están directamente relacionados con la pintura y las artes gráficas.
Los miembros de f/64 creemos que la fotografía, como una forma artística, debe desarrollarse sobre líneas definidas por las características y limitaciones del medio fotográfico, y debe siempre mantenerse independiente de convenciones ideológicas de arte y estética que son reminiscencias de períodos históricos y culturas que antecedieron al desarrollo del medio en sí mismo.
El grupo agradecerá información relacionada con cualquier obra fotográfica seria que haya escapado a su atención, y se inclina a establecerse a sí mismo como un Foro de Fotografía Moderna.